# Gustavo Beckelmann
Gustavo Beckelmann (Asunción, Paraguay, 15 de diciembre de 1963 - Asunción, 1 de noviembre de 2017) fue un escultor paraguayo.

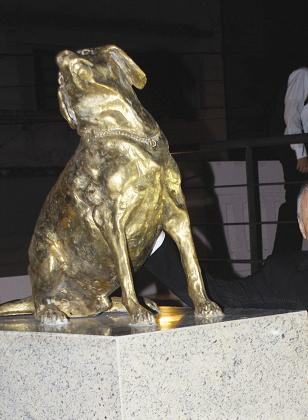
Gonzalo, escultura de Gustavo Beckelmann situada en el Museo de Arte Sacro de Asunción.

## Biografía
Arquitecto de formación, Beckelmann fue eminentemente autodidacta en el mundo de la escultura pero tomó un pequeño curso con el maestro Hermann Guggiari. En 1985, empezó su trayectoria artística en exposiciones colectivas, como en Artesanos, Areté, Feriarte, De Hazelaar, entre otros. Su primera muestra individual fue en el Instituto Cultural Paraguayo-Alemán en 1990. Una de sus piezas más significativas fue la que preparó para la plaza central del World Trade Center, de unos nueve metros de altura o el grupo de esculturas “Y serán nuestros pechos las murallas” ubicado frente al Ministerio de Defensa en Asunción.
En el aspecto político, Beckelmann fundó en aquella década el movimiento estudiantil Unidad para el Trabajo y la Conciencia en Arquitectura (UTICA), a favor de la democracia y opositora de la dictadura de Alfredo Stroessner.
Beckelmann fue ingresado el 30 de octubre de 2017 en el Sanatorio San Roque de Asunción por un afección hepática. Aunque sus familiares iniciaron una campaña de donación de sangre para salvarlo, murió el 1 de noviembre de 2017. Sus restos fueron sepultados en Parque Serenidad de Villa Elisa.